# Bob Satterfield
Bob Satterfield (St. Louis, 9 de novembro de 1923 - Chicago, 1 de junho de 1977), mais conhecido como Bob "Bombardier" Satterfield, foi um pugilista estadunidense, ativo entre as décadas de 1940 e 1950. Na carreira profissional conseguiu um histórico de 50 vitórias, sendo 35 por nocaut, 25 derrotas (7 diante de Jake LaMotta) e apenas 4 empates. Satterfield foi considerado um dos melhores boxeadores de todos os tempos pela revista The Ring. Faleceu aos 53 anos de idade em decorrência de câncer.

## Carreira no boxe
Como boxeador amador conseguiu vencer o campeonato Golden Gloves em 1941. Satterfield ficou conhecido por seu poder de perfuração e estilo agressivo, que era adorado pelos fãs. Sua resistência fraca lhe custou algumas derrotas. Em sua luta contra o peso-pesado Rex Layne em 9 de março de 1951, Satterfield machucou Layne, e derrubou-o com uma contagem de oito segundos no primeiro round. Layne retomou lentamente o controle da luta e, finalmente nocauteou Satterfield na oitava rodada. Satterfield foi nocauteado em 7 rodadas pelo futuro campeão dos médios Jake LaMotta em 12 de setembro de 1946. Ele também foi nocauteado em dois rounds pelo ex-campeão dos pesos-pesados Ezzard Charles em 13 de janeiro de 1954. Satterfield marcou um nocaute sobre o peso-pesado Cleveland Williams e também bateu o perigoso gigante cubano Nino Valdés, mas perdeu por nocaute para o campeão dos pesos-pesados Archie Moore, e caiu 2 de 3 pelo futuro campeão dos meio-pesados Harold Johnson.

## Na mídia
Em 2007 reapareceu na mídia no filme O Resgate de um Campeão dirigido por Rod Lurie, sobre um repórter chamado Erik Kernan Jr., que encontra um homem sem-teto que reivindica ser Bob Satterfield e escreve um artigo sobre ele no Denver Times Magazine. O filme é estrelado por Samuel L. Jackson como o lendário lutador.

## Cartel
| 50 Vitórias (35 knockouts, 15 decisões), 25 Derrotas (13 knockouts, 12 decisões), 4 Empates |           |                           |      |       |                         |                                                        |                                                   |
| Resultado                                                                                   | Tempo     | Oponente                  | Tipo | Round | Data                    | Locação                                                | Notas                                             |
| Vitória                                                                                     | 34-11-6   | Howard "Honeyboy" King    | SD   | 10    | 21 de novembro de 1957  | Oakland Auditorium Arena, Oakland, California          | 94-97, 97-95, 98-95.                              |
| Vitória                                                                                     | 13-3      | Garvin Sawyer             | SD   | 10    | 21 de outubro de 1957   | Enright Theatre, Pittsburgh, Pennsylvania              | 46-44, 46-44, 44-45.                              |
| Derrota                                                                                     | 23-11-2   | Bert Whitehurst           | UD   | 10    | 1 de outubro de 1957    | Toledo Sports Arena, Toledo, Ohio                      |                                                   |
| Derrota                                                                                     | 20-16-3   | Julio Mederos             | PTS  | 10    | 3 de junho de 1957      | New Frontier Hotel and Casino, Las Vegas, Nevada       |                                                   |
| Vitória                                                                                     | 28-12-2   | Frankie Daniels           | MD   | 10    | 16 de maio de 1957      | Sacramento Memorial Auditorium, Sacramento, California | 97-97, 97-94, 98-95.                              |
| Vitória                                                                                     | 8-6-1     | Ben Wise                  | KO   | 1     | 15 de abril de 1957     | Oakland Auditorium Arena, Oakland, California          | KO aos 1:22 do primeiro round.                    |
| Derrota                                                                                     | 51-8      | Harold "Hercules" Johnson | UD   | 10    | 12 de março de 1957     | Miami Beach Auditorium, Miami Beach, Florida           | 93-96, 91-97, 93-98.                              |
| Derrota                                                                                     | 19-15-3   | Julio Mederos             | UD   | 10    | 4 de fevereiro de 1957  | Milwaukee Arena, Milwaukee, Wisconsin                  | 99-92, 99-94, 98-93.                              |
| Vitória                                                                                     | 29-11-5   | Chicago Dale Hall         | KO   | 5     | 8 de janeiro de 1957    | Keller Auditorium, Portland, Oregon                    | KO aos 2:57 do primeiro round.                    |
| Vitória                                                                                     | 12-1-1    | Warnell Lester            | KO   | 10    | 27 de novembro de 1956  | Miami Beach Auditorium, Miami Beach, Florida           |                                                   |
| Vitória                                                                                     | 25-3      | Claude Chapman            | KO   | 7     | 12 de novembro de 1956  | Rhode Island Auditorium, Providence, Rhode Island      |                                                   |
| Derrota                                                                                     | 18-2-2    | Hal Carter                | TKO  | 5     | 1 de agosto de 1956     | Syracuse War Memorial Arena, Syracuse, New York        |                                                   |
| Vitória                                                                                     | 30-4-2    | Johnny Summerlin          | UD   | 10    | 20 de junho de 1956     | Chicago Stadium, Chicago, Illinois                     |                                                   |
| Vitória                                                                                     | 10-0      | Jim Persey                | PTS  | 10    | 10 de abril de 1956     | Miami Beach Auditorium, Miami Beach, Florida           |                                                   |
| Derrota                                                                                     | 17-1-2    | Hal Carter                | UD   | 10    | 20 de março de 1956     | Miami Beach Auditorium, Miami Beach, Florida           | 94-97, 93-98, 92-99.                              |
| Empate                                                                                      | 17-1-1    | Hal Carter                | PTS  | 10    | 28 de fevereiro de 1956 | Miami Beach Auditorium, Miami Beach, Florida           | 96-97, 96-96, 97-95.                              |
| Derrota                                                                                     | 24-11-1   | John Holman               | TKO  | 8     | 11 de janeiro de 1956   | Chicago Stadium, Chicago, Illinois                     |                                                   |
| Vitória                                                                                     | 30-6      | Paul Andrews              | KO   | 9     | 6 de dezembro de 1955   | Buffalo Memorial Auditorium, Buffalo, New York         |                                                   |
| Vitória                                                                                     | 32-9-3    | Nino Valdes               | UD   | 10    | 17 de agosto de 1955    | Chicago Stadium, Chicago, Illinois                     | 98-92, 97-93, 97-88.                              |
| Empate                                                                                      | 24-6      | Joey Rowan                | PTS  | 10    | 19 de julho de 1955     | Miami Beach Auditorium, Miami Beach, Florida           |                                                   |
| Derrota                                                                                     | 25-9      | Archie McBride            | SD   | 10    | 11 de maio de 1955      | Chicago Stadium, Chicago, Illinois                     | 94-95, 94-96, 95-90.                              |
| Derrota                                                                                     | 26-7-2    | Joe Lindsay               | UD   | 10    | 19 de abril de 1955     | Miami Beach Auditorium, Miami Beach, Florida           |                                                   |
| Vitória                                                                                     | 20-6-2    | Marty Marshall            | PTS  | 10    | 22 de março de 1955     | Miami Beach Auditorium, Miami Beach, Florida           |                                                   |
| Derrota                                                                                     | 19-5-2    | Marty Marshall            | KO   | 2     | 30 de novembro de 1954  | Marigold Gardens, Chicago, Illinois                    | Satterfield sofreu KO aos 2:09 do segundo round.  |
| Vitória                                                                                     | 19-9-1    | John Holman               | KO   | 1     | 10 de novembro de 1954  | Chicago Stadium, Chicago, Illinois                     | Holman sofreu KO aos 1:16 do primeiro round.      |
| Vitória                                                                                     | 23-8-1    | Frankie Daniels           | TKO  | 7     | 30 de agosto de 1954    | St. Nicholas Arena, New York City                      | A luta foi decidida aos 2:44 do sétimo round.     |
| Vitória                                                                                     | 18-8-1    | John Holman               | KO   | 10    | 20 de julho de 1954     | Miami Beach Auditorium, Miami Beach, Florida           |                                                   |
| Vitória                                                                                     | 31-1      | Cleveland Williams        | KO   | 3     | 22 de junho de 1954     | Miami Beach Auditorium, Miami Beach, Florida           |                                                   |
| Derrota                                                                                     | 50-18-2   | Charley Doc Williams      | SD   | 10    | 1 de junho de 1954      | Miami Beach Auditorium, Miami Beach, Florida           |                                                   |
| Vitória                                                                                     | 10-1-2    | Julio Mederos             | KO   | 2     | 11 de maio de 1954      | Miami Beach Auditorium, Miami Beach, Florida           |                                                   |
| Derrota                                                                                     | 82-10-1   | Ezzard Charles            | KO   | 2     | 13 de janeiro de 1954   | Chicago Stadium, Chicago, Illinois                     |                                                   |
| Vitória                                                                                     | 61-12-4   | Ray Augustus              | KO   | 8     | 15 de dezembro de 1953  | Rainbo Arena, Chicago, Illinois                        |                                                   |
| Vitória                                                                                     | 30-2-1    | Bob "The Grinder" Baker   | KO   | 1     | 1 de julho de 1953      | Chicago Stadium, Chicago, Illinois                     | Baker sofreu KO aos 2:32 do primeiro round.       |
| Vitória                                                                                     | 9-4       | Gene Brown                | KO   | 2     | 3 de junho de 1953      | St. Louis Arena, Saint Louis, Missouri                 |                                                   |
| Vitória                                                                                     | 4-14-1    | Murray Barnett            | KO   | 3     | 15 de maio de 1953      | Chicago Stadium, Chicago, Illinois                     |                                                   |
| Derrota                                                                                     | 36-5      | Harold "Hercules" Johnson | KO   | 2     | 6 de outubro de 1952    | Philadelphia Arena, Philadelphia, Pennsylvania         | Satterfield sofreu KO aos 1:58 do segundo round.  |
| Vitória                                                                                     | 35-4      | Harold "Hercules" Johnson | SD   | 10    | 6 de agosto de 1952     | Chicago Stadium, Chicago, Illinois                     | 51-49, 48-52, 54-46.                              |
| Derrota                                                                                     | 30-2-1    | Clarence Henry            | TKO  | 1     | 30 de janeiro de 1952   | Chicago Stadium, Chicago, Illinois                     | A luta foi decidida aos 1:41 do primeiro round.   |
| Derrota                                                                                     | 11-0      | Wes Bascom                | SD   | 10    | 15 de novembro de 1951  | St. Louis Arena, Saint Louis, Missouri                 |                                                   |
| Derrota                                                                                     | 29-1-2    | Rex Layne                 | TKO  | 8     | 9 de março de 1951      | Madison Square Garden, New York City                   | A luta foi decidida aos 2:56 do oitavo round.     |
| Vitória                                                                                     | 27-4-1    | Elkins Brothers           | TKO  | 2     | 19 de janeiro de 1951   | St. Nicholas Arena, New York City                      |                                                   |
| Vitória                                                                                     | 57-9-2    | Vern Mitchell             | UD   | 10    | 13 de dezembro de 1950  | Chicago Stadium, Chicago, Illinois                     |                                                   |
| Derrota                                                                                     | 63-27-3   | Lee Oma                   | UD   | 10    | 25 de setembro de 1950  | Buffalo Memorial Auditorium, Buffalo, New York         | 4-5, 2-7, 4-6.                                    |
| Vitória                                                                                     | 62-26-3   | Lee Oma                   | KO   | 6     | 17 de maio de 1950      | Chicago Stadium, Chicago, Illinois                     |                                                   |
| Vitória                                                                                     | 75-8-2    | Tommy Gomez               | UD   | 10    | 22 de março de 1950     | Chicago Stadium, Chicago, Illinois                     |                                                   |
| Vitória                                                                                     | 38-5-1    | Nick Barone               | UD   | 10    | 22 de fevereiro de 1950 | Chicago Stadium, Chicago, Illinois                     |                                                   |
| Vitória                                                                                     | 29-7-1    | Sylvester Perkins         | TKO  | 2     | 18 de novembro de 1949  | Chicago Stadium, Chicago, Illinois                     |                                                   |
| Derrota                                                                                     | 46-11-4   | Henry Hall                | KO   | 4     | 25 de abril de 1949     | Milwaukee Auditorium, Milwaukee, Wisconsin             | Satterfield sofreu KO aos 1:40 do quarto round.   |
| Derrota                                                                                     | 98-17-7   | Archie Moore              | KO   | 3     | 31 de janeiro de 1949   | Toledo Sports Arena, Toledo, Ohio                      | Satterfield sofreu KO aos 0:25 do terceiro round. |
| Vitória                                                                                     | 32-3-4    | Bob Amos                  | PTS  | 10    | 10 de dezembro de 1948  | International Amphitheatre, Chicago, Illinois          |                                                   |
| Derrota                                                                                     | 61-15-4   | Joey Maxim                | UD   | 10    | 12 de novembro de 1948  | Chicago Stadium, Chicago, Illinois                     |                                                   |
| Empate                                                                                      | 32-2-1    | Bob Amos                  | PTS  | 10    | 15 de setembro de 1948  | Chicago Stadium, Chicago, Illinois                     |                                                   |
| Vitória                                                                                     | 13-1-2    | Richard Hagan             | TKO  | 9     | 7 de setembro de 1948   | Marigold Gardens, Chicago, Illinois                    |                                                   |
| Vitória                                                                                     | 41-17-4   | Oakland Billy Smith       | KO   | 1     | 29 de junho de 1948     | Marigold Gardens, Chicago, Illinois                    |                                                   |
| Vitória                                                                                     | 18-4      | Art Swiden                | KO   | 1     | 7 de maio de 1948       | Chicago Stadium, Chicago, Illinois                     |                                                   |
| Derrota                                                                                     | 40-10-2   | Sam Baroudi               | TKO  | 2     | 23 de janeiro de 1948   | Chicago Stadium, Chicago, Illinois                     |                                                   |
| Vitória                                                                                     | 23-5-3    | Al Johnson                | PTS  | 10    | 12 de novembro de 1947  | Chicago Stadium, Chicago, Illinois                     |                                                   |
| Vitória                                                                                     | 33-9-1    | Chuck Hunter              | KO   | 10    | 6 de outubro de 1947    | Chicago Stadium, Chicago, Illinois                     | Hunter sofreu KO aos 2:05 do décimo round.        |
| Derrota                                                                                     | 21-3-2    | Al Johnson                | UD   | 8     | 18 de agosto de 1947    | Marigold Gardens, Chicago, Illinois                    |                                                   |
| Vitória                                                                                     | 11-3-2    | Willie Moore              | KO   | 2     | 30 de junho de 1947     | Marigold Gardens, Chicago, Illinois                    |                                                   |
| Derrota                                                                                     | 9-1       | Bob Foxworth              | KO   | 1     | 14 de março de 1947     | Chicago Stadium, Chicago, Illinois                     | Satterfield sofreu KO aos 2:07 do primeiro round. |
| Vitória                                                                                     | 10-2-1    | Willie Moore              | UD   | 8     | 10 de fevereiro de 1947 | Marigold Gardens, Chicago, Illinois                    |                                                   |
| Derrota                                                                                     | 59-10-3   | Jake LaMotta              | KO   | 7     | 12 de setembro de 1946  | Wrigley Field, Chicago, Illinois                       | Satterfield sofreu KO aos 1:50 do sétimo round.   |
| Vitória                                                                                     | 38-54-10  | Vince Pimpinella          | KO   | 2     | 14 de agosto de 1946    | Comiskey Park, Chicago, Illinois                       | Pimpinella sofreu KO aos 0:19 do segundo round.   |
| Derrota                                                                                     | 140-21-10 | Holman Williams           | PTS  | 10    | 25 de abril de 1946     | Chicago Coliseum, Chicago, Illinois                    |                                                   |
| Vitória                                                                                     | 27-6-1    | Johnny Clark              | KO   | 5     | 28 de março de 1946     | Chicago Coliseum, Chicago, Illinois                    |                                                   |
| Vitória                                                                                     | 12-4      | Benny McCombs             | KO   | 2     | 26 de dezembro de 1945  | Ashland Auditorium, Chicago, Illinois                  | McCombs sofreu KO aos 1:18 do segundo round.      |
| Vitória                                                                                     | 16-3-1    | Collins Brown             | KO   | 1     | 7 de dezembro de 1945   | Chicago Stadium, Chicago, Illinois                     | Brown sofreu KO aos 1:14 do primeiro round.       |
| Vitória                                                                                     | 31-10-4   | Bob Garner                | KO   | 2     | 14 de novembro de 1945  | Ashland Auditorium, Chicago, Illinois                  | McCombs sofreu KO aos 1:18 do segundo round.      |
| Vitória                                                                                     | 8-6       | Charley Polk              | KO   | 2     | 24 de outubro de 1945   | Ashland Auditorium, Chicago, Illinois                  |                                                   |
| Vitória                                                                                     | 13-9-2    | Oscar Boyd                | KO   | 4     | 27 de setembro de 1945  | Milwaukee Auditorium, Milwaukee, Wisconsin             | Boyd sofreu KO aos 0:55 do quarto round.          |
| Vitória                                                                                     | 21-22-7   | Curley Denton             | KO   | 1     | 6 de setembro de 1945   | Milwaukee Auditorium, Milwaukee, Wisconsin             | Denton sofreu KO aos 1:30 do primeiro round.      |
| Vitória                                                                                     | 13-5-2    | Vecie Van                 | KO   | 1     | 10 de agosto de 1945    | Milwaukee Auditorium, Milwaukee, Wisconsin             |                                                   |
| Vitória                                                                                     | 5-5       | Herman Hayes              | KO   | 1     | 23 de julho de 1945     | Marigold Gardens, Chicago, Illinois                    |                                                   |
| Empate                                                                                      | 27-14-1   | Johnny Vorce              | PTS  | 8     | 28 de maio de 1945      | Marigold Gardens, Chicago, Illinois                    |                                                   |
| Vitória                                                                                     | 9-17-6    | Charley Roth              | KO   | 1     | 7 de maio de 1945       | Marigold Gardens, Chicago, Illinois                    |                                                   |
| Derrota                                                                                     | 3-3       | Mack Parshay              | KO   | 1     | 2 de maio de 1945       | Chicago Coliseum, Chicago, Illinois                    | Satterfield sofreu KO aos 2:10 do primeiro round. |
| Vitória                                                                                     | 11-5-3    | Arthur McWhorter          | KO   | 1     | 23 de abril de 1945     | Marigold Gardens, Chicago, Illinois                    | McWhorter sofreu KO aos 1:51 do primeiro round.   |
| Vitória                                                                                     | --        | Tom Mitchell              | KO   | 1     | 19 de março de 1945     | Marigold Gardens, Chicago, Illinois                    |                                                   |